# Alice Comedies
Vous lisez un « bon article » labellisé en 2008.  Il fait partie d'un « bon thème ».
 Pour plus de détails, voir Fiche technique et Distribution
Alice Comedies est une série de courts métrages d'animation américains produits par Walt Disney au tout début de sa carrière à Hollywood, de 1923 à 1927. 
Dans cette série de films muets et en noir et blanc, une jeune fille prénommée Alice se retrouve régulièrement dans Cartoonland, un monde de dessins animés, avec entre autres personnages un chat nommé Julius. La série comprend un pilote Alice's Wonderland réalisé en 1923 à Kansas City puis 56 autres courts métrages muets en noir et blanc réalisés entre 1924 et 1927 à Hollywood.
Première réalisée par Disney à Hollywood, elle marque le début du studio d'animation Disney, devenu la société The Walt Disney Company. La célèbre série Mickey Mouse, lancée en 1928, n'est donc que la troisième de Disney, précédée par Alice Comedies et Oswald le lapin chanceux.

## Historique
L'histoire de la série Alice Comedies remonte au premier studio fondé par Walt Disney à Kansas City en 1922, alors qu'il n'avait que 21 ans.

### 1922:Laugh-O-Gram

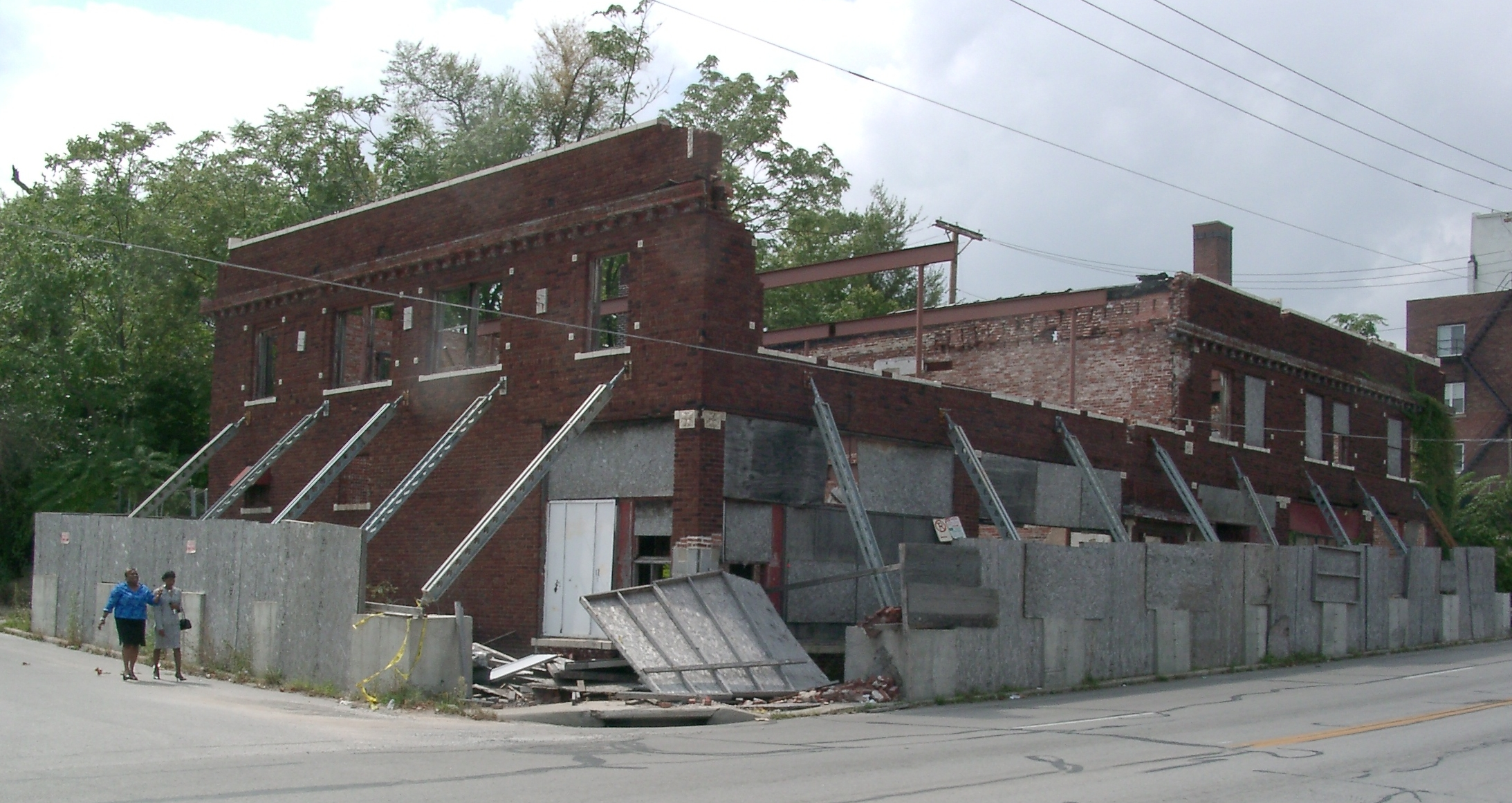
Le studio de Laugh-O-Gram à Kansas City en 2004, avant un plan de rénovation.

Le 23 mai 1922, Disney lance avec 15 000 $ le studio Laugh-O-Gram Films Inc., basé à Kansas City. Parmi ses employés, se trouvent Ub Iwerks, Hugh Harman, Rudolf Ising, Carman Maxwell et Friz Freleng. Les productions de la jeune société sont bien accueillies dans la région de Kansas City, mais les coûts dépassent les revenus. Elle produit aussi plusieurs films publicitaires d'une minute diffusés dans le Newman Theater et nommés pour cette raison Newman Laugh-O-Grams.
Une société locale baptisée Pictorial Club leur propose un contrat de 11 000 $ pour la production de six courts métrages animés basés sur les contes de fées populaires et des histoires pour enfants. Après avoir réalisé les six films sur des contes populaires, Disney et son équipe ne sont pas payés par leur partenaire, en raison d'une faillite.
Heureusement, Thomas McCrum, un dentiste de la ville, sauve la société d'une faillite totale en engageant le studio pour 500 $ afin de réaliser un court métrage vantant le brossage des dents : Tommy Tucker's Tooth,. Disney cherche en parallèle un nouveau distributeur et écrit en mai 1923 à de nombreux distributeurs. Parmi ceux qui lui répondent se trouve Margaret J. Winkler, ancienne secrétaire d'Harry Warner (l'un des frères Warner) qui, à la demande de ce dernier, s'est lancée à son compte dans la distribution. Winkler distribue la série Félix le Chat. Disney entretient alors une correspondance et évoque un nouveau projet.

### Printemps-Été 1923 :le piloteAlice's Wonderland

Extrait dAlice's Wonderland (1923).

Au printemps 1923, Walt Disney a l'idée de mélanger ses intérêts dans l'animation et les films en prise de vue réelle afin de dynamiser son studio. Il s'inspire pour cela d'un procédé mis au point par Max et Dave Fleischer en 1919 dans la série Out of the Inkwell, un ou des acteurs entourés par de l'animation. Avant l'été, il utilise ses animateurs et son matériel pour produire un film supplémentaire, Alice's Wonderland, le pilote des Alice Comedies. Le contrat avec Virginia Davis, lui accordant 5 % des recettes du film, est signé le 13 avril 1923. Disney fait part de son idée à plusieurs distributeurs et reçoit des encouragements de la part de Margaret J. Winkler. Le film combine les prises de vues réelles d'une petite fille et des animations durant 10 minutes. Ce court métrage définit le monde dans lequel évoluera ensuite le personnage d'Alice.
Le synopsis du pilote est le suivant :

« La jeune Alice entre dans un studio de dessins animés pour voir comme ces derniers sont créés. Les animateurs lui montrent leurs productions. Les personnages des dessins prennent vie et jouent autour d'Alice, qui se réjouit de ces visions. La nuit venue, Alice est retournée dans son lit et rêve du monde des toons, Cartoonland, qui l'accueillent et jouent avec elle. Après quelques jeux, un danger survient. Un groupe de lions s'échappe d'une cage et prend la jeune fille en chasse. »

Mais le studio ne peut plus faire face à ses frais et se déclare en faillite en juillet 1923 malgré des coûts de production qui seraient aujourd'hui considérés comme dérisoires, 30 cents le pied de pellicule. L'équipe Disney a juste le temps de finir le court métrage qui n'est donc pas présenté au public. Une raison invoquée par Michael Barrier est un problème d'émulsion sur le film qui nécessite de refaire le tournage de certaines scènes. Dans l'incapacité de payer son équipe et presque de se nourrir, Walt Disney ferme le studio.
Walt Disney se trouve un travail de photographe. Il réunit assez d'argent pour partir à Los Angeles en train en première classe et rejoindre son frère Roy et son oncle Robert, chez qui il loge. Il quitte Kansas City en juillet. Il arrive en Californie, à Los Angeles, en août 1923, non pas abattu par la faillite de Laugh-O-Grams mais décidé à faire des films malgré tout.

### Automne 1923: la création du Disney Brothers Studio
En Californie, Disney cherche d'abord à travailler dans les studios, exagérant parfois son expérience pour mieux trouver des contacts. Sans succès il retourne à l'animation et essaye de trouver un distributeur pour la série Alice Comedie en utilisant le pilote créé à Kansas City dont il envoie une copie à plusieurs distributeurs. En septembre 1923, Margaret Winkler est de son côté confrontée à un problème avec Pat Sullivan, le créateur de Félix, au sujet de la distribution de la série. La rupture du contrat est alors à l'ordre du jour, la nouvelle production de Disney devient donc intéressante. Mi-octobre, elle envoie un télégramme à Disney dans le but de signer un contrat.
Walt Disney obtient alors un contrat avec Winkler Pictures, le studio dirigé par Margaret Winkler et son futur mari Charles B. Mintz. Le contrat comprend six courts métrages et stipule un paiement de 1 500 $ par pellicule (durée maximale d'environ 9 min), avec une option pour six supplémentaires et un premier film à délivrer le 15 décembre. Mais Disney se retrouve dans la situation opposée à celle de Laugh-O-Gram à Kansas City : il a un distributeur mais plus d'équipe. D'après la correspondance avec Winkler, celle-ci souhaite que la jeune actrice Virginia Davis conserve le rôle-titre. Disney aurait écrit dès le 16 octobre à la famille Davis pour proposer un contrat d'un an à Virginia,. La famille lui aurait répondu dès réception par l'affirmative. Disney signe alors un contrat d'un an avec la mère de Virginia et paye les frais pour que la mère et sa fille s'installent à Hollywood. Le contrat prévoit un salaire gradué de 100 USD par mois au début pour atteindre les 200 USD à la fin du contrat et 250 USD en cas de prolongation du contrat. Virginia Davis explique dans une entrevue donnée à Russel Merritt et J. B. Kaufman que plusieurs facteurs auraient motivé la rapide réaction des Davis, dont la possibilité de faire carrière dans le cinéma, le climat de la Californie qui aurait permis à Virginia de guérir d'une pneumonie et le fait que le père de Virginia était un représentant en accessoires, donc sans attache.
En octobre 1923, Walt Disney convainc son frère Roy, alors en convalescence d'une tuberculose, de créer un nouveau studio nommé Disney Brothers Studio,. Walt demande 200 $ à son frère et 500 $ à son oncle, ce dernier étant un peu réticent,. Le studio est créé le 16 octobre 1923, date également de la signature du contrat avec Margaret Winkler. Les deux frères s'installent dans une ancienne boutique au 4651 Kingswell Avenue pour un loyer mensuel de 10 $,,. Roy s'occupe de la caméra, achetée d'occasion pour 200 $, après avoir eu une courte formation faite par Walt. Le 24 octobre 1923, Disney écrit aux Davis qu'il travaille déjà à l'animation et à Winkler qu'il accepte la date du 15 décembre pour la première livraison, celle d'un film nommé Alice's Day at Sea.

### Décembre 1923: le premier film

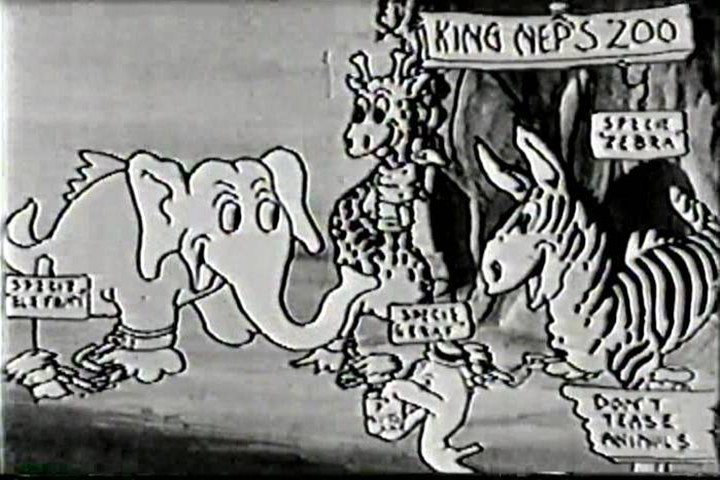
Extrait dAlice's Day at Sea (1924).

Le premier film de la série, Alice's Day at Sea, est expédié à Winkler vers le 15 décembre 1923 mais ne lui arrive que le 26 décembre, tandis que la première diffusion n'a lieu que le 1er mars 1924.
Comme pour le second film, Walt Disney est seul à l'animation tandis que son frère filme à la fois Virginia Davis et les animations. En raison du retard de livraison, Winkler demande à Disney de lui envoyer dorénavant les négatifs pour qu'elle réalise elle-même l'édition du film à New York.
Russel Merritt et J. B. Kaufman, dans Walt in Wonderland, découpent l'histoire de la série en trois périodes qui correspondent aux trois contrats signés entre Disney et Winkler. La première couvre l'année 1924, la seconde débute avec la signature le 31 décembre 1924 d'une seconde saison marquée par un changement de la vedette, la troisième à partir de février 1926.

### 1924: début de la production
Walt Disney anime un second film nommé Alice Hunting in Africa, qui n'arrive dans les bureaux de Winkler qu'à la fin de janvier 1924 et provoque l'envoi d'un télégramme par Winkler, demandant cette fois l'ajout d'éléments humoristiques mais appréciant la réduction du délai d'expédition. Pour cette raison, le film n'est pas diffusé directement. Une seconde version, améliorée, est réalisée en octobre 1924.
En février 1924, Disney recrute un jeune animateur californien, Rollin Hamilton. Son premier crédit est Alice's Spooky Adventure. Le film reçoit les compliments de Winkler, qui attendait exactement ce type de film, mais demande quand même la remise en production de certaines scènes. Hamilton travaille d'abord seul aux animations avec Walt Disney, mais ce dernier sent qu'il a besoin d'aide. Pour la production du quatrième film, Alice's Wild West Show, Walt engage deux femmes pour l'encrage et la peinture, Lillian Bounds et Kathleen Dollard. Lilian Bounds est la future Mme Disney. Afin d'accommoder la nouvelle équipe, le studio déménage au 4649 Kingswell Avenue avant la fin février.
Les films se succèdent alors et régulièrement. Disney accepte les remarques de Winkler, dont celle de faire apparaître le plus possible un chat noir malgré la ressemblance avec Félix. Pour Merrith et Kaufman, cette requête est avant tout motivée par le souci de tenir le « récalcitrant Pat Sullivan » dans un état conciliant. Disney n'arrive à personnaliser ce chat noir, déjà nommé Julius, que vers fin 1924.
Afin d'améliorer la série, Disney a besoin d'assistance et pense connaître l'animateur de la situation. Disney cherche alors à persuader ses anciens collègues de venir le rejoindre en Californie pour poursuivre la série. Le premier est Iwerks, alors retourné à la Kansas City Film Ad, son employeur avant son aventure avec Disney dans Laugh-O-Grams et où les deux hommes s'étaient rencontrés. Walt entame une correspondance début 1924 et, à force d'insister, persuade Iwerks de venir. D'après Pat Williams et Jim Denney, Walt aurait promis à Iwerks en juin 1924 un salaire de 40 $ par semaine et 20 % du studio afin de compenser les 1 000 $ de salaire impayé datant de Laugh-O-Gram. Selon Lenburg, Iwerks ne serait arrivé que le 23 juillet 1924 et aurait signé un contrat de trois ans pour un salaire mensuel de 120 $. Iwerks serait venu avec la Cadillac de Thomas Davis, père de Virgina qui l'avait laissé à Kansas City au cas où.
Les deux premiers animateurs du studio sont Hamilton et Iwerks, fraichement arrivé de Kansas City. En octobre 1924, Disney engage un troisième animateur, Thurston Harper, qui est crédité sur Alice the Piper.
L'année 1924 est marquée par de nombreux retours d'insatisfaction de la part des spectateurs, qui trouvent qu'Alice est souvent trop brillante, disparaissant même à l'occasion. L'équipe de Disney semble avoir trouvé une solution à ce problème généré par la seconde exposition de la pellicule de prise de vue réelle lors du filmage de l'animation. Rudolf Ising indique qu'à son arrivée courant 1925, le studio Disney utilisait déjà une technique consistant à noircir la zone des cellulos où le personnage d'Alice devait apparaître d'après le film en prise de vue réelle, puis cette pellicule était transformée en négatif pour être projetée avec l'animation sur le film final. Il est possible de voir sur certaines images des contours noirs autour d'Alice, par exemple dans Alice the Peacemaker. Pour Merritt et Kaufman, le problème est aussi lié à l'inexpérience de caméraman de son frère Roy, qu'il remplace en avril par Harry Forbes et Mike Marcus à partir de mai.
Ces problèmes résolus, Walt doit faire face à ceux liés à Charles Mintz, époux de Margaret Winkler, qui reprend en main les activités de sa femme (voir ci-dessous). Walt concède toutefois que Mintz a permis d'augmenter le nombre de gags dans ses films. En comparaison entre le début de l'année 1924 et la fin, de l'année, on constate une prolifération d'éléments comiques, qui sera aussi l'apanage des premiers Mickey Mouse, quatre ans plus tard.

### 1925: second contrat et premier succès de Disney
|  |

En raison du succès de la série et de la fin des douze premiers films, Disney et Winkler-Mintz s'accordent pour signer le 31 décembre 1924 un contrat pour la production d'une seconde saison de courts métrages ne comprenant non plus douze mais dix-huit films. L'une des contraintes imposées à Disney est une réduction des coûts de production. Dans cette optique, le salaire de 250 USD promis à Virginia Davis aurait dû être amputé. Disney propose aux Davis de ne payer Virginia que les jours où elle est filmée, soit un jour par épisode, 18 jours de salaire pour le contrat, ce que toute la famille refuse catégoriquement. Mais la carrière de Virginia peine à démarrer, et en septembre 1925 sa mère écrit à Mintz pour qu'elle reprenne le rôle d'Alice.
Entretemps, Disney cherche une remplaçante. La jeune Dawn Evelyn Paris, une jeune actrice déjà confirmée, est alors engagée selon les termes refusés par les Davis. Sa carrière lui permet même de rompre le contrat après le tournage d'un seul film Alice's Egg Plant, tourné en mars mais sorti seulement en mai.
La solution est finalement trouvée grâce à une jeune actrice qui avait fait un essai de tournage durant le mois de février pour le film Alice Solves the Puzzle, Margie Gay. La présence de cette jeune actrice modifie profondément la série, surtout en raison de la différence physique qu'elle apporte, Alice passe de la blonde et bouclée Virginia Davis, proche de Mary Pickford, à une fillette aux cheveux noirs coupés court, plus proche de Colleen Moore.
Une autre différence avec la première saison est le fort développement de la personnalité du chat noir nommé Julius, ainsi que la première apparition d'un antagoniste que deviendra récurrent, l'ours Black Pete, futur Pat Hibulaire. Ces changements s'accompagnent de la disparition du groupe d'amis réels au profit d'un groupe d'amis imaginaires, la création d'un gang de toons, prémices des futurs amis de Mickey, de Donald ou ceux de chez Warner. Parmi ces personnages récurrents, on peut noter le chien policier apparu dans Alice the Peacemaker, un basset anonyme victime de gags sur sa longueur.
À partir de l'été 1925, le succès commercial relatif du studio Disney permet à Walt Disney de « se poser ». De nouveaux employés sont engagés, et parmi eux se trouve côté encrage, Ruth Disney et Irene Hamilton, respectivement sœurs de Walt Disney et de Rollin Hamilton. Les animateurs qui rejoignent ensuite Disney, à partir de juin 1925, sont Hugh Harman, Walker Harman (frère du précédent), Rudolf Ising et Friz Freleng. La production de la série Alice Comedies, lancée au début de l'année 1924, oblige rapidement le studio à compter une douzaine d'employés. Walker Harman ne sera animateur que peu de temps, préférant l'encrage. L'arrivée d'Ising, déjà habitué à utiliser une caméra, permet de se détacher de Mike Marcus, présent pourtant depuis un an. Un autre départ est celui fin 1925 de Harper, dont le « caractère explosif devenait une charge pour le studio. »
Le 6 juillet 1925, Disney verse un acompte de 400 dollars pour acheter un terrain libre au 2719 Hyperion Avenue afin d'accueillir tous les animateurs,. La construction prend du temps et le déménagement n'est prévu qu'au printemps 1926.
Le 13 juillet 1925 Walt Disney épouse Lillian Bounds, une des employées du studio travaillant comme peintre intervalliste et secrétaire.
L'arrivée des nouveaux animateurs, pour la plupart des amis, et le succès de la série permettent à l'équipe de passer plus de temps à concevoir les courts métrages. Disney organise des sessions de développement de l'histoire et d'organisation des éléments comiques. Toutefois le résultat de ces séances montre la forte influence des films de l'époque tels que Le Cheval de fer de John Ford pour Alice's Tin Pony. De plus les histoires, ayant un début de « style Disney », seront réutilisées dans des productions plus récentes dont des Mickey Mouse. Ising se souvient que l'équipe aimait les séries de Félix mais aussi des Aesop's Fables qui ont donc influencé son travail. Un des éléments de cette influence est la queue de Julius qui, comme celle de Félix, est magique presque omnipotente, fait repris dans les premiers Mickey Mouse.
Durant toute cette période, l'attention de Disney est très centrée sur le coût des prises de vue réelles, bien plus que sur l'animation. Le tournage de trois films est fait dans la même journée et souvent par George Winkler et non un employé supplémentaire. Un autre élément de problème est la livraison toujours en retard des films à Winkler. Même avec son importante équipe en 1925, Disney ne parvient pas à tenir le délai d'un film toutes les trois semaines, d'après le contrat, ce qui irrite logiquement Mintz. Par exemple Alice Chops the Suey n'est livré que le 28 septembre, alors que sa production a été finie vers la fin juillet. Disney instaure alors un bonus pour les films terminés à temps. Disney accroît la charge de travail de ses équipes afin d'atteindre les conditions du contrat qui stipulent que les dix-huit films doivent être livrés au plus tard le 15 janvier 1926.
La fin de l'année 1925 est marquée par un changement d'attitude de la part de Mintz : afin de conquérir le marché de plus d'États américains, il signe un contrat avec Film Booking Offices of America (FBO), la société de Joseph Patrick Kennedy, qui lui garantit une importante somme d'argent pour la distribution des Alice Comedies et des Krazy Kat. Mais le contrat impose des contraintes budgétaires supplémentaires à Mintz et spécifie qu'aucune production de Mintz ne doit sortir avant le 1er septembre 1926. C'est pour cette raison que Alice's Mysterious Mystery  sort le 15 février et qu'Alice Charms the Fish ne sort que le 4 septembre. La seule exception est Alice's Orphan, sorti le 1er mai.

### 1926: le troisième contrat
Les derniers films de la seconde saison sont tous diffusés avant le 15 février, presque comme convenu, car il y a encore un mois de retard. En février 1926, Walt Disney accepte les termes du contrat et se lance dans la production des 26 films prévus, soit plus du double de la première saison. Walt a pris sur pour lui la contrainte budgétaire réduisant à 1 500 USD la production en contrepartie d'une part des bénéfices,. Mintz demande en contrepartie que les films soient livrés dès mars 1926.
La construction du nouveau studio prend fin avec le début de l'année 1926 et mi-février, le déménagement se fait sous une pluie d'orage si forte que les fournitures se retrouvent détrempées. Le premier film complété dans le nouveau studio est Alice Charms the Fish. Il est le premier à sortir en septembre pour la nouvelle série, mais c'est la troisième production, cet ordre de diffusion est un choix de FBO. Cette nouvelle série voit l'émergence de nouveaux procédés dans la production, dont la préparation des scripts - mais pas encore de storyboard - et le dépôt de copyright par R-C Pictures Corp, l'une des sociétés mères de FBO. Un autre procédé purement technique consiste à réutiliser des éléments par duplication ou par simple symétrie axiale, par exemple dans certaines scènes de foules ou des décors, et ce malgré l'interdiction et la désapprobation de Disney.
Du fait de la diffusion plusieurs mois après la production, le studio cherche à se diversifier. Disney lance la production d'un court métrage hors-série, Clara Cleans Her Teeth, réalisé fin août 1926 à moindre frais, avec par exemple comme acteurs Marjorie Sewell, fille de sa belle-sœur, ou les enfants de l'orphelinat de Los Angeles.
En mai 1926, Mintz reçoit une lettre de la part de l'agent parisien de FBO concernant le fait que des mots, utilisés pour des gags, soient présents dans l'animation, et donc impossible à retirer ou remplacer par une traduction. Le film Alice's Brown Derby marque l'arrêt de cette technique comique utilisant des bulles pour les expressions des personnages, comme pour la bande dessinée.
L'année 1926 est marquée par plusieurs faits qui mettent à mal le studio Disney ou le feront. Ainsi Rudolph Ising et Hugh Harman profitent-ils d'un congé pour tenter de fonder leur propre studio en réalisant un second pilote et en le proposant à un distributeur. Mais la tentative échoue. Ham Hamilton décide de quitter le studio à cause de problème d'incompatibilité d'humeur avec Walt Disney, revenant toutefois quelque temps plus tard. Disney ajoute que le studio a épuisé fin 1926 les possibilités créatives pour les films d'Alice.
Autre problème, les procès intentés depuis près de cinq ans par la Bray-Hurd Patents Co à Paul Terry sur l'utilisation des cellulos dans l'animation touchent Hollywood. Disney, conseillé par Mintz, rejoint l'association de Terry contre Bray. Peu après, Terry et tous les studios sont forcés de payer à Bray l'utilisation du brevet des cellulos. Ironiquement, le coauteur du brevet, Earl Hurd, sera engagé par Disney dans les années 1930 mais meurt en 1940.
À la fin de décembre 1926, lors de la production d'Alice's Auto Race, Margie Gay met un terme à sa participation et est remplacée dès le 31 décembre par Lois Hardwick, qui tourne Alice's Circus Daze et Alice's Knaughty Knight.

### 1927: les derniers films
L'année 1927 est essentiellement consacrée à la production des derniers courts métrages prévus aux contrats signés en février 1926.
Le recrutement de quelques nouveaux animateurs permet d'étoffer l'équipe de production. Alice's Auto Race, dernier film de Margie Gay, marque aussi le premier crédit de l'animateur Paul J. Smith, engagé en décembre 1926, principal réalisateur de la série Woody Woodpecker entre 1955 et 1972.
Friz Freleng est engagé en janvier 1927 sur Alice's Knaughty Knight, sur les conseils de Harman et placé sous l'aile d'Ub Iwerks. Les Clark est engagé le 23 février 1927 et crédité pour la première fois sur Alice's Picnic, réalisé en mars 1927.
Le dernier épisode de la série Alice Comedies est Alice in the Big League, sorti le 22 août 1927.

### Lentement, Mintz met fin à la série
Mais une ombre ternit le tableau : dès août 1924, Margaret J. Winkler laisse Mintz, son mari depuis novembre 1923, diriger son studio de distribution tandis que son frère George Winkler s'installe à Los Angeles et intervient comme monteur au sein du studio Disney. Vers la fin de l'été 1924, la correspondance avec Winkler s'est transformée en une correspondance avec Mintz, mais celui-ci est plus confiant en lui. Mintz demande alors à Disney de produire de plus en plus d'Alice, de 6 initialement prévus par Winkler à 12 en décembre 1924, le contrat passe en 1925 à 18 puis 26 en 1926. Autre point, il décide de réduire le paiement à 900 $ par film au lieu des 1 500 prévus, au motif que « Disney gagnait trop ».
Pour Michael Barrier et Bob Thomas, la baisse à 900 $ n'est pas indiquée et l'histoire est que « Winkler payait la somme fixe de 1 500 $ pour chacun des six premiers courts métrages de la série Alice Comedies, produits en 1924, somme passée ensuite à 1 800 $ »,. Pat Williams et Jim Denney, eux précisent et qu'en décembre 1924, le succès de la série fait que Walt se retrouve en position de force lors de la négociation de son contrat. Il obtient de Mintz 1 800 $ par film et une part des profits.
En 1925, les comptes de Roy Disney montrent que le profit sur chaque film est de plus de 600 $. Mais vers la fin de l'année, Mintz souhaite passer à ce qui est pour lui un partage des bénéfices, et propose donc à Disney de revenir à la somme initiale de 1 500, pour « compenser le prix de l'édition des bobines », et qu'une partie des revenus de la sortie en salle lui serait versée plus tard. Walt Disney parvient au prix d'une guerre épistolaire à obtenir quelques concessions. Toutefois la présence de Georgle Winkler, qui s'occupe souvent de la caméra et agit comme intermédiaire entre Disney et Mintz, permet d'avoir une « zone tampon ».
Mi-1925, Mintz écrit (ou fait écrire) à Disney son mécontentement quant à la distribution des Alice Comedies : une société tierce distribue des courts métrages intitulés Alices Comedies alors que Winkler Pictures est le seul sous contrat avec Disney. La raison de cette missive vient de la liquidation du studio Laugh-O-Gram à la suite de sa mise en faillite en juillet 1923, affaire qui ne se finira qu'en janvier 1927. Les droits du film pilote, Alice in Wonderland, récupérés par la société Pictorial Club de Kansas City, celle dont l'absence de paiement avait provoqué la faillite de Laugh-O-Gram, ont été revendus à la branche new-yorkaise de Picturial Club en janvier 1924 qui pour rentabiliser son investissement a procédé à l'exploitation du film, ce qui envenime les relations entre Mintz et Disney. Autre point de mécontentement, les retards de livraisons systématiques de Disney, atteignant parfois presque deux mois, mais le fait que Disney parvienne à livrer avec une semaine d'avance n'est pas non plus apprécié car il ne permet pas à Mintz de le payer.
L'année 1926 voit la production se poursuivre au même rythme que l'année précédente. Mais petit à petit, l'ambiance au sein du studio Disney s'envenime, en raison du « caractère de directeur despotique » que Walt Disney prend avec ses employés, dont plusieurs sont venus à sa demande de Kansas City. Le contrat liant Disney et Mintz se transforme en une série de duels à propos de nombreux points. Comme nous l'avons vu, le délai de livraison, l'exploitation du pilote par une société tierce s'ajoutent aux querelles précédentes et ne créent par un climat serein. Autre point, la longueur des courts métrages. En 1925, Mintz se plaignait que les films étaient trop courts avec juste moins de 600 pieds de pellicule mais le nouveau contrat avec FBO nécessite 100 copies de chaque film et un film de 648 pieds comme Alice's Circus Daze augmente fortement le budget de duplication. Mintz et Disney s'accordent donc sur une longueur comprise entre 550 et 600 pieds malgré le fait que le contrat avec FBO stipule 600.
En janvier 1927, Mintz demande à Disney, alors afféré à achever les derniers courts métrages des Alice Comedies afin de remplir son contrat, de concevoir un personnage de lapin, héros d'une nouvelle série. Mintz signe le 4 mars avec Universal Pictures un contrat de production qui prévoit 26 courts métrages produits par Disney pour 2 250 $ par film. Ce n'est qu'ensuite que Mintz commande à Disney la réalisation des Oswald.
C'est lors de la production de Alice in the Klondike que Mintz demande à Walt Disney d'entamer la production d'une nouvelle série, Oswald le lapin chanceux. Cela oblige Disney à produire les deux séries en parallèle durant mars et avril, pour ensuite produire que des Oswald à partir de mai 1927, comme le prévoyait le contrat signé avec Carl Laemmle, le directeur d'Universal, pour produire une série de dessins animés qui devait être distribuée par Charles B. Mintz et George Winkler.
Le premier épisode, intitulé Poor Papa est livré en juin 1927 mais ce pilote a été refusé par Universal. Walt Disney avec Ub Iwerks créèrent un second film Trolley Troubles qui fut accepté et marque le lancement de la série. Ce second film est produit durant l'été en même temps que la production des Alice s'arrête. Le dernier Alice sort en août, suivi dès septembre par le second Oswald, Trolley Troubles.

## Les personnages
La série comporte trois personnages principaux et récurrents : Alice, le chat Julius et l'ours Black Pete. Julius, Pete et d'autres moins récurrents sont tous en animation. Il y a aussi quelques autres acteurs réels au côté d'Alice. Ce principe d'une série d'histoires mettant en scène une jeune fille n'est pas une première : par exemple, la série de vingt courts métrages muets The Perils of Pauline, avec Pearl White, réalisés par Louis Gasnier et Donald A. MacKenzie, date de 1914.
Le personnage d'Alice a été interprété par quatre jeunes actrices :
- Virginia Davis ;
- Margie Gay ;
- Dawn Evelyn Paris (connue aussi sous les noms de Dawn O'Day et Anne Shirley) ;
- Lois Hardwick.

Julius possède une forte ressemblance avec Félix le Chat et celle-ci n'est pas accidentelle. Charles B. Mintz qui distribuait aussi la série de Félix de Pat Sullivan insista auprès de Disney dans ce sens afin d'émuler le succès de Félix.
L'ours Black Pete, prémices de Peg-Leg Pete qui deviendra Pat Hibulaire, fait sa première apparition dans Alice Solves the Puzzle sorti le 15 février 1925 et devient un méchant récurrent de la série avant de continuer avec Oswald le lapin chanceux puis Mickey Mouse. S'il est un ours dans Alice et Oswald, son museau se raccourcit et il devient un chat avec Mickey.
Le personnage de Clarabelle Cow aurait fait sa première apparition dans Alice on the Farm en 1926, mais la vache de ce film est blanche et ne ressemble à Clarabelle que par son état bovin.
L'un des garçons amis d'Alice est Frank Phillips, qui deviendra plus tard le cameraman responsable de la photographie des studios Disney.

## Filmographie
Dates de sortie d'après Dave Smith, Disney A to Z: The Updated Official Encyclopedia.

### 1923
- Alice's Wonderland

### 1924
- Alice's Day at Sea (titre français : Une journée à la mer) (1er mars 1924)
- Alice's Spooky Adventure (titre français : La Maison hantée) (1er avril 1924)
- Alice's Wild West Show (titre français : Le Pestacle de far-west) (1er mai 1924)
- Alice's Fishy Story (titre français : Jour de pêche) (1er juin 1924)
- Alice and the Dog Catcher (1er juillet 1924)
- Alice the Peacemaker (1er août 1924)
- Alice Gets in Dutch (1er novembre 1924)
- Alice Hunting in Africa (15 novembre 1924)
- Alice and the Three Bears (1er décembre 1924)
- Alice the Piper (titre français : Alice, joueuse de flûte) (15 décembre 1924)

### 1925
- Alice Cans the Cannibals (1er janvier 1925)
- Alice the Toreador (15 janvier 1925)
- Alice Gets Stung (titre français : Miaou Chasseur) (1er février 1925)
- Alice Solves the Puzzle (15 février 1925), première de Margie Gay et de Black Pete
- Alice's Egg Plant (30 mai 1925), seule apparition de Dawn Evelyn Paris
- Alice Loses Out (15 juin 1925), retour de Margie Gay
- Alice Is Stage Struck (30 juin 1925)
- Alice Wins the Derby (15 juillet 1925)
- Alice Picks the Champ (titre français : Alice défie le champion) (30 juillet 1925)
- Alice Chops the Suey (30 août 1925)
- Alice the Jail Bird (15 septembre 1925)
- Alice's Tin Pony (20 septembre 1925)
- Alice Plays Cupid (15 octobre 1925)
- Alice Rattled by Rats (15 novembre 1925)
- Alice in the Jungle (15 décembre 1925)

### 1926
- Alice on the Farm (1er janvier 1926)
- Alice's Balloon Race (titre français : La Course aux ballons) (15 janvier 1926)
- Alice's Little Parade (1er février 1926)
- Alice's Mysterious Mystery (15 février 1926)
- Alice's Orphan ou Alice's Ornery Orphan (1er mai 1926)
- Alice Charms the Fish (6 septembre 1926)
- Alice's Monkey Business (20 septembre 1926)
- Alice in Slumberland (29 septembre 1926) ressorti du film Alice's Wonderland
- Alice in the Wooly West (titre français : L'Ouest moutonneux) (4 octobre 1926)
- Alice the Fire Fighter (titre français : Alice, chef des pompiers) (18 octobre 1926)
- Alice Cuts the Ice (1er novembre 1926)
- Alice Helps the Romance (15 novembre 1926)
- Alice's Spanish Guitar (29 novembre 1926)
- Alice's Brown Derby (13 décembre 1926)
- Alice the Lumberjack (27 décembre 1926)

### 1927
- Alice the Golf Bug (10 janvier 1927)
- Alice Foils the Pirates (24 janvier 1927)
- Alice at the Carnival (7 février 1927)
- Alice at the Rodeo ou Alice's Rodeo (21 février 1927)
- Alice the Collegiate (7 mars 1927)
- Alice in the Alps (21 mars 1927)
- Alice's Auto Race (4 avril 1927)
- Alice's Circus Daze (titre français : La Magie du cirque) (18 avril 1927), première de Lois Hardwick
- Alice's Knaughty Knight (2 mai 1927)
- Alice's Three Bad Eggs (16 mai 1927)
- Alice's Picnic (30 mai 1927)
- Alice's Channel Swim (13 juin 1927)
- Alice in the Klondike (27 juin 1927)
- Alice's Medicine Show (11 juillet 1927)
- Alice the Whaler (25 juillet 1927)
- Alice the Beach Nut (8 août 1927)
- Alice in the Big League (22 août 1927)

## Ressorties et sorties DVD
Certains des films des Alice Comedies sont ressortis dans des versions sonorisées dans les années 1930.
Bien que dans le domaine public et de ce fait disponibles sur de nombreux sites, sept courts métrages des Alice Comedies ont été restaurés et édités en 2005 par les studios Disney aux États-Unis dans la collection Walt Disney Treasures, au sein du DVD Disney Rarities: Celebrated Shorts: 1920s - 1960s :
- Alice's Wonderland (1923) ;
- Alice Gets in Dutch et Alice's Wild West Show (1924) ;
- Alice's Egg Plant et Alice in the Jungle (1925) ;
- Alice's Mysterious Mystery (1926) ;
- Alice the Whaler (1927).

Inkwell Images (Ray Pointer) a  édité en 2007 un DVD des premiers films d'Alice sous le titre Alice in Cartoonland et comprenant : 
- Alice the Toredor (1924) ;
- Alice on the Farm (1925) ;
- Alice in the Jungle (1925, version non censurée) ;
- Alice's Egg Plant (1925, version non censurée) ;
- Alice Solves the Puzzle (1925) ;
- Alice Wins the Derby (1925) ;
- Alice Gets Stage Struck (1925) ;
- Alice Rattled by Rats (1925) ;
- Alice's Orphan (1926, version restaurée) ;
- Alice the Whaler (1927, version itégrale).

Le 14 octobre 2016, le distributeur français Malavida Films restaure, avec le concours de la Cinémathèque des Pays-bas (EYE), et regroupe plusieurs Alice Comedies non protégés par un copyright dans un moyen métrage de 40 minutes présenté au Festival Lumière à Lyon avant de le distribuer en salles. Les courts métrages sont Alice’s Wild West Show, Alice’s Spooky Adventure, Alice the Fire Fighter et Alice’s Day at Sea.
En 2018, un second moyen-métrage de 42 minutes, Alice Comedies vol. 2, réunit quatre autres épisodes : Alice's Fishy Story, Alice's Circus Daze, Alice in the Wooly West et Alice the Piper, la musique originale de ce dernier étant composée par Manu Chao. Les deux compilations sortent en coffrets dans la foulée, comprenant en bonus Alice Picks the Champ pour le premier et Alice's brown Derby pour le second

## Analyse

### Une série thématisée
Les six premiers films produits en 1924 de la série Alice Comedies possèdent une importante introduction en prises de vue réelles avant de poursuivre dans Cartoonland, le monde du dessin animé. Dans ces films, un autre personnage réel apparaît joué par Spec O'Donnell.
Le principal thème de la série est l'enlèvement ou la course-poursuite. Bien qu'Alice soit une jeune fille, elle passe la plupart de son temps à éviter le danger, être enlevée par des méchants (dont Pete) ou frôler des périls tels qu'être découpée comme un tronc dans une scierie. Mais toutes les menaces sont des éléments dessinés. Les spectateurs peuvent être perturbés par le jeune âge de l'actrice et le fait qu'elle soit une personne réelle. De plus des actions devenues illégales sont montrées dans certains épisodes tels que la contrebande d'alcool. L'enlèvement est le thème entre autres de Alice Is Stage Struck (1925), Alice in the Wooly West (1926), Alice's Spanish Guitar (1926), Alice the Lumberjack (1926) et Alice Foils the Pirates (1927).
Un autre thème récurrent de la série est la course. Alice Wins the Derby (1925) est la première course entre les trois principaux protagonistes. Cette compétition se « poursuit » dans Alice's Balloon Race (1926), une course de ballon, puis dans Alice's Brown Derby (1927), nouvelle course de chevaux et enfin dans Alice's Auto Race (1927), une course de voiture avec un scénario proche de Alice Wins the Derby.
Michael Barrier précise que les scènes en prise de vue réelles avec « Alice » étaient tournées avant l'animation et donc à une étape de la production où le scénario n'était pas encore très développé. Pour cette raison, les prestations des différentes comédiennes se sont résumées de plus en plus à des actions « génériques » et donc de moins en moins importantes, laissant le rôle principal aux personnages animés, en premier lieu Julius.

Quelques affiches
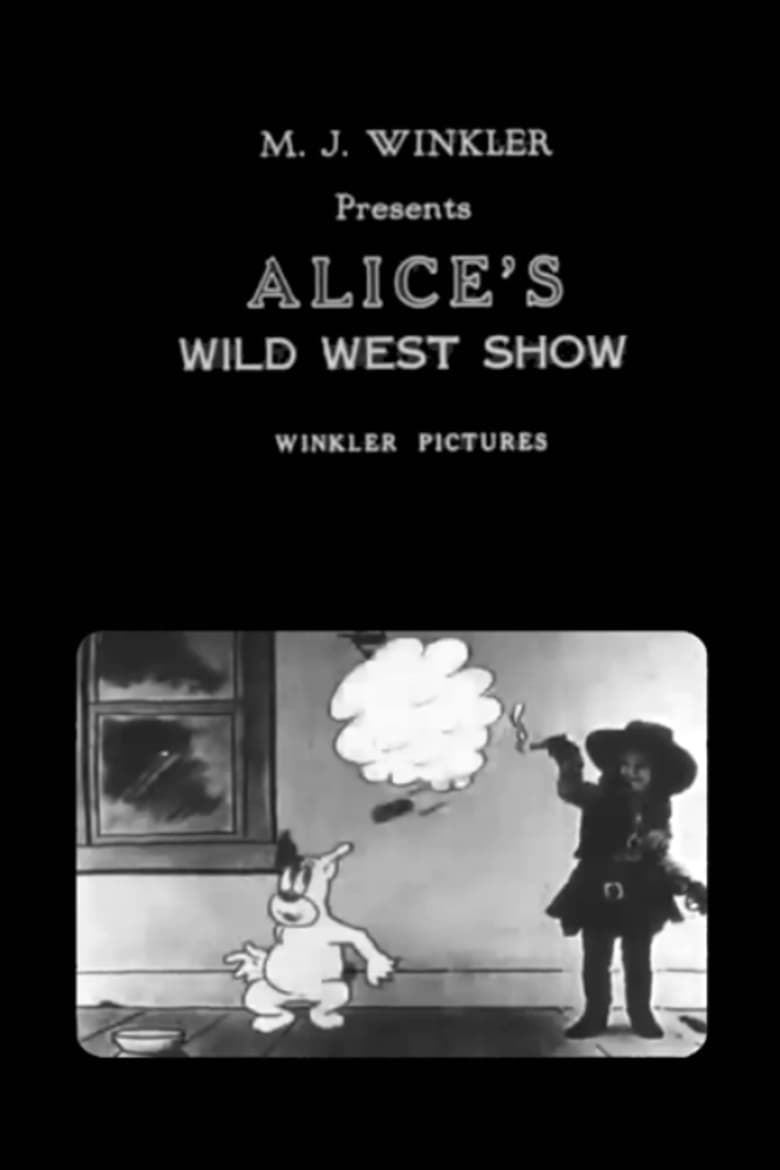
Alice's Wild West Show (1924).
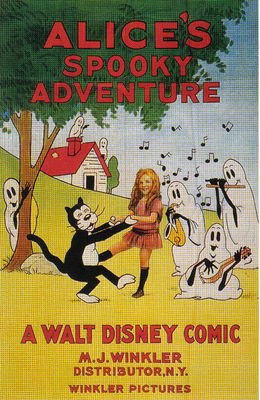
Alice's Spooky Adventure (1924).
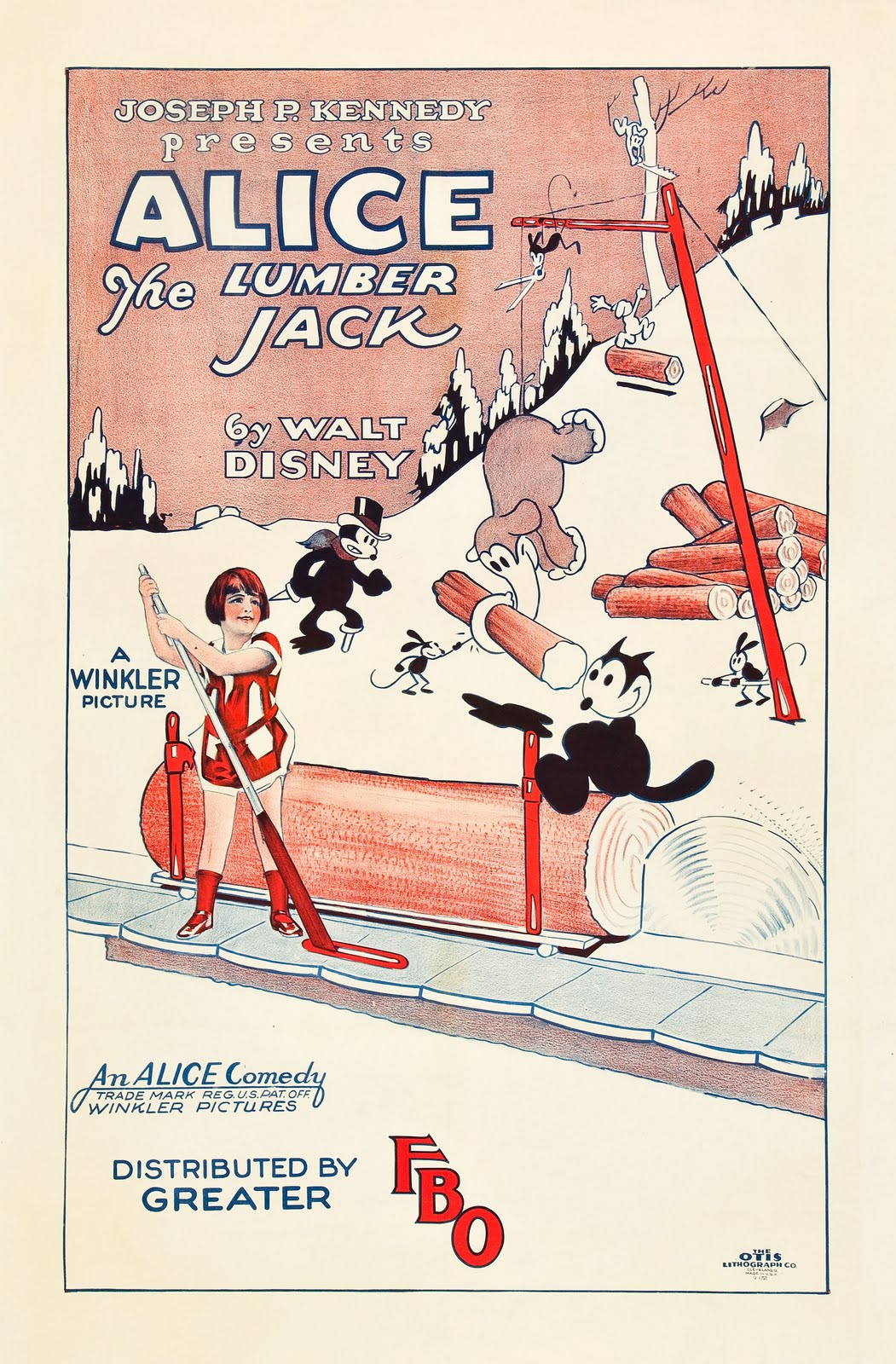
Alice the Lumberjack (1926).

### Une série de son temps
La série est souvent considérée comme « mignonne et drôle » en son temps, mais elle contient des scènes qui peuvent être très surprenantes ou dures de nos jours à l'image des premiers Mickey Mouse, parus quelques années plus tard. Ainsi dans Alice's Orphan (1926), Julius n'hésite pas à laisser retomber dans un étang gelé, une chatte qu'il vient juste de sauver parce qu'il ne la trouve pas physiquement à son goût.
La présence des acolytes d'Alice offre, pour Russel Merritt and J. B. Kaufman, une forte ressemblance avec la série Les Petites Canailles de Hal Roach,. Ainsi Spec O'Donnell est proche de Mickey Daniels, Leon Holems de Fat Joe Cobb, Virgina Davis de Mary Kornman et le chien de la bande s'appelle ici Peggy, chienne de Robert Disney, au lieu de Pete.
La série est la première de Disney à utiliser un élément assez courant à l'époque, l'anthropomorphisme des personnages non humains.
Un des éléments de la série, qui disparaît dans les productions plus tardives de Disney (Oswald excepté), est une forme de « rébellion contre l'autorité ». Alice se voit ainsi obliger de mettre un bonnet d'âne dans Alice Gets in Dutch (1924) car elle a séché l'école, et dans Alice the Jail Bird (1925) elle et Julius sont mis en prison pour un vol de tarte. Les choses ne s'arrangent guère dans la suite de ces courts métrages car dans le premier Alice rêve de faire la guerre à sa maitresse tandis que dans le second, les deux compères provoquent une émeute dans la prison et en profitent pour s'évader. Un autre élément de ce type est la forte propension des personnages à recevoir des coups de pied ou de tomber sur les fesses, sur un cactus par exemple
Sean Griffin précise que plusieurs films utilisent des scènes d'humour « sous la ceinture » dont Alice's Tin Pony, Alice Rattled by Rats, Alice in the Jungle (tous de 1925) dans lesquels des personnages perdent leurs pantalons. Un autre trait d'humour récurrent est lié aux nombreuses vaches qui arrosent de lait leur entourage après que leurs pis aient été pressées, volontairement ou non. Un autre point  est l'usage de stéréotypes de l'époque qu'Alex Wainer met en exergue en pointant les stéréotypes raciaux dans Alice Cans the Cannibals (1933).
Pour Griffin, la ressemblance au niveau graphique et humoristique avec les productions de Fleischer (Koko le clown et Betty Boop) et de Messmer (Félix le Chat) a provoqué l'irritation de Winkler, ce que confirme les mémos envoyés à Disney, bien que cela concerne plus la série avec Oswald que celle d'Alice.
Cette série, ayant duré trois ans et demi, a permis de transformer Walt Disney de « débutant ambitieux à un producteur expérimenté ». Mais malgré son nom comportant Alice, la série est essentiellement centrée sur le personnage du chat Julius. Ce dernier porte l'action, les apparitions d'Alice se font rares comme dans Alice Foils the Pirates (signifiant Alice déjoue les pirates) où elle passe la majorité du temps du film emprisonnée par les pirates, et c'est donc Julius qui déjoue les pirates.

### Une série innovante
En parallèle, le nombre et l'expérience des animateurs augmentent et permettent à la série de gagner en qualité. À l'opposé des séries comme Félix le Chat et Out of the Inkwell, la série comprend assez peu de « transformations facétieuses » mais possède quelques innovations dont des rassemblements des éléments du corps après dispersion. C'est le cas de la main du boxeur ours dans Alice Picks the Champ (1925). Dans Alice's Balloon Race (1926), un crachat d'un hippopotame fumeur se garnit de jambes pour rejoindre et sauter dans le crachoir, au second crachat c'est le crachoir qui se voit affubler de jambes et de bras afin d'indiquer l'ouverture, cible de l'hippopotame, le troisième crachat arrive au bon endroit. Barrier indique que ce type de transformation est assez courant dans l'animation de l'époque mais le studio Disney ajoute quelques touches supplémentaires à la scène dont l'étonnement de l'hippopotame quand le crachoir prend vie et la satisfaction du crachoir quand le troisième tir arrive où il faut, ces éléments permettent « d'ajouter une notion de réalisme qui aide le spectateur à accepter la réalité de l'animation ».
Comme indiqué précédemment, l'équipe de Disney avait trouvé une méthode à faible coût pour résoudre un problème de double-exposition provoquant une surluminosité, voir la disparition d'Alice, en noircissant la zone des cellulos où le personnage devait apparaître, puis en projetant un négatif de pellicule de prise de vue réelle avec l'animation sur le film final.
Dans Alice's Brown Derby (1926), l'animation s'améliore au point d'utiliser un effet de profondeur en faisant passer le cheval de Julius entre deux concurrents. L'habitude de disposer le cellulo du héros au-dessus des autres est donc modifiée au profit d'un effet.
Mais graphiquement parlant, les décors au sein de la série Alice Comedies suivent une tendance inverse à l'amélioration qui vont des très riches et significatifs des Alice's Egg Plant, Alice Picks the Champ et Alice Rattled by Rats (1925) à ceux très schématiques Alice the Fire Fighter et Alice's Brown Derby (1926) . Le chat Julius n'innove plus après une année de production en se contentant d'imiter Félix le Chat. Même le personnage d'Alice suit cette tendance, Virginia Davis est très présente et interagit avec les autres personnages mais quand elle est remplacée par Margie Gay le personnage d'Alice « se contente de gesticuler tel un piéton », ce qui est dû à la nécessite de réduire les coûts de production.
Mais J. P. Telotte et Dave Smith notent que le mélange d'animation et de prise de vue réelle n'a plus été utilisé par le studio Disney jusqu'aux années 1940 avec le long métrage Les Trois Caballeros (1943),.
Comme le font remarquer Russel Merritt and J. B. Kaufman, la célèbre phrase à propos de Disney « et tout a commencé par une souris » devient fausse en raison la préséance de la fillette, Alice.